# Кисангани
Кисангани (на френски и на суахили: Kisangani, познат в миналото като Стенлистад или Стенливил) е град в централната част на Демократична република Конго. Градът е столица на провинция Чопо. Населението му, според приблизителна оценка от 2004 г., е 682 599 души. Разположен е на мястото, където река Луалаба се влива в река Конго, северно от водопадите Бойома. В Кисангани има университет и летище. Развита циментена, химическа и дърводобивна промишленост.